# Kongur
Kongur împreună cu muntele Muztagata (7.546 m) domină regiunea de deșert Taklamakan. Muntele se află în vestul Regiunii autonome uigure Xinjiang din China. El se află situat în partea de est a masivului Pamir la sud-vest de orașul Kaxgar și la est de granița cu Tadjikistan în apropiere de vârfurile cunoscute Pik Ismoil Somoni și Pik Lenin.

## Istoric
Din cauză că muntele este situat relativ ascuns, el a fost descoperit abia în anul 1900. Primele încercări de escaladare a lui în anul 1951 au eșuat, prima escaladare a muntelui fiind reușită de către o expediție britanică în anul 1981, compusă din Chris Bonington, Al Rouse, Peter Boardman și Joe Tasker. Kongur este considerat ca un munte extrem de dificil din punct de vedere al escaladării, din cauza timpului instabil. Următoarele escaladări reușite au fost realizate în anul 1989 de o expediție japoneză și în anul 2004 de o expediție rusă.

## Vezi și
- Listă de munți din China
- Lista celor mai înalți munți